# 第二次ハリコフ攻防戦
第二次ハリコフ攻防戦（だいにじハリコフこうぼうせん）は、1942年5月にウクライナの大都市ハリコフの周辺で行われた、ハリコフ奪還を目指すソ連軍と枢軸軍の戦いのこと。チモシェンコ攻勢あるいはバルベンコボ攻勢とも呼ばれる。
ドイツのモスクワへの攻勢（タイフーン作戦）を防ぎ、もはやドイツ軍に進撃の余力が無いと見るスターリンによって企図された攻勢の一つである。装備・熟練度とも痛手から立ち直っていないソ連軍が大敗、6月からのドイツ軍の南部戦線での攻勢（ブラウ作戦）で、序盤のソ連軍の一方的敗走を招く原因となった。

## 東部戦線南部の状況
1941年11月時点での南部戦線は、ロストフでドイツ側が突出していた。ソ連はドン川に面し、カフカース方面に通じる要衝であるロストフに攻撃を加え、ドイツはタガンロクまで引き、ハリコフ・アルチョーモフスク・タガンロクに強固な陣地を敷いた。
これに対しアゾフ海へとドイツ軍を追い詰めるため、ソ連軍は1942年1月18日にハリコフ＝アルチョーモフスク間からドニエプル川目指して進撃を開始した（バルヴェンコヴォ・ロゾヴァーヤ作戦）。
だが、この作戦はドイツ軍の反撃で突出部（イジュム突出部、バルヴェンコヴォ突出部とも言う）を作るに留まり、以後クリミア以外の前線は雪解け季となり、1942年5月までドン川以西で膠着した。

## 両軍の計画

### ソ連軍の攻勢計画
1942年3月28日~30日にかけてクレムリンで春季～夏季の作戦方針を検討する戦略会議が開かれた。会議には参謀総長シャポシニコフ元帥、西方面軍司令官ジューコフ上級大将、参謀本部作戦部次長ヴァシレフスキー少将、南西方面軍司令官チモシェンコ元帥、南西方面軍参謀長バグラミヤン少将をはじめとする赤軍幹部が集結した。参謀総長シャポシニコフ元帥は積極的防御に徹して戦力の回復を図り、戦略予備を温存すべきだと主張した。それにたいしてチモシェンコは3月22日に提出した南西部での南方軍集団にたいする反攻作戦を再び主張した。チモシェンコはスタフカの戦略予備投入を求めたがモスクワへの再攻勢を恐れたスターリンは南西方面軍単独での作戦案を要求。4月10日、南西方面軍司令部はスタフカに南西方面軍の3個軍（第6軍・第21軍・第28軍）と1個機動集団を主力とする挟撃作戦で、ハリコフ市を奪回するという新たな計画案を提出した。スターリンはこの改訂された攻撃案を承認し、攻撃開始日は5月4日と定められた。反攻の主力となるのは、ハリコフ北東に展開する第28軍（リャブイシェフ中将）と、第21軍（ゴルドフ少将）であった。突出部の北翼に第6軍（ゴロドニャンスキー中将）、そして第6騎兵軍団（ノスコフ少将）と第7戦車旅団（ユルチェンコ大佐）の混成部隊であるボブキン少将率いる機動集団が南東からハリコフに迫る。第6軍と第28軍の中間に展開する第38軍（モスカレンコ少将）が、牽制作戦を行なう予定になっていた。作戦は5月12日に開始された。ドイツ側では、夏季攻勢計画ブラウ作戦が立案されていたが、その準備的作戦としてイジュム突出部を切り取ってしまう「フリデリクス作戦」が立案されていた。第6軍(パウルス装甲兵大将)が北から、第1装甲軍(クライスト上級大将)が南から、突出部の根元を挟撃するものである。

## 戦いの経過

### ソ連軍の攻勢（5月12日～16日）
5月12日、ソ連第28軍を中心に、右翼の第21軍がドネツ川を越え、ハリコフ正面のドイツ第6軍左翼に攻撃を開始した。13日ドイツ第6軍は第3装甲師団と第23装甲師団を投入して反撃に転じ、ハリコフ正面への攻勢は15日には頓挫した。ドイツ第4航空艦隊の攻撃によりソ連軍は兵站を叩かれ戦力移動を大幅に制限されていった。ソ連軍の攻勢が停滞するなかボブキン機動集団の進撃はめざましく、ドイツ第8軍団を突破してクラスノグラードを攻撃し、さらにポルタヴァの南方軍集団司令部を脅かした。5月15日、南西方面軍司令部はボブキン機動集団の活躍によりハリコフ地区のドイツ軍は粉砕されたと報告したが、ドイツ軍はすでに迅速に増援を展開し反撃を開始していた。

### ドイツ軍の反撃・包囲（5月17日～28日）
南方軍集団司令部の「フレデリクス作戦」は当初、北翼の第6軍と南翼の第1装甲軍による挟撃を想定していた。しかしソ連軍の攻勢により第6軍は防衛線の維持で精一杯であり、南方軍集団司令官ボック元帥は南翼の第1装甲軍に増援を加え南翼のみでの「フレデリクス作戦」を決行した。クライストの第1装甲軍に、第3装甲軍団・第44軍団・第52軍団から成る増援を加え再編成「クライスト軍集団」に改組、17日にイジュム突出部への攻撃を開始した。5月17日午前4時、第3装甲軍団（マッケンゼン大将）が南部方面軍の第9軍（ハリトノフ少将）と第57軍（ポドラス中将）が構える突出部の南翼に襲いかかった。この戦区では十分な防御設備が構築されておらず、有刺鉄線が張られていたのは170キロもの前線のうち11キロほどで、陣地の縦深もわずか5キロほどにすぎなかった。「クライスト軍集団」は翌18日までにスラヴィヤンスクからイジュムに至るドネツ河の西岸地域を占領し、結果として幅80キロの大穴をソ連南部方面軍の南翼に開けることに成功した。病身のシャポシニコフにかわり、参謀総長に就任していたヴァシレフスキーは作戦の中止を求めたが南西方面軍司令官コステンコ中将は攻勢の継続を主張し、スターリンも前線司令部の主張を支持した。5月17日、第38軍司令部は偵察部隊が捕獲した「フレデリクス作戦」の詳細を記した機密書類を解読、驚愕したチモシェンコはただちに全軍に対しハリコフ攻勢の中止と戦車部隊の移動を命令したが、すでに手遅れだった。5月22日、第3装甲軍団の先頭を進む第14装甲師団（キューン少将）はバラクレヤ東方でドネツ河に到達し、対岸には第51軍団（ザイドリッツ＝クルツバッハ中将）が展開した。ハリコフ南方の突出部に布陣するソビエト赤軍の2個軍（第6軍・第57軍）が退路を断たれ包囲された。5月23日、チモシェンコは包囲された2個軍に対し東方への脱出作戦を開始するよう命令し南西方面軍司令官コステンコ中将に退却作戦の指揮を命じた。包囲されたソ連軍の各部隊は必死に包囲網の突破を試みたが、脱出できたのは第23戦車軍団と一部の戦車部隊であり多くの兵士が機銃掃討と対戦車砲の餌食となった。5月28日、第2次ハリコフ攻防戦は終結し、この戦いでソ連軍は戦車652両、火砲4924門、兵員26万7000人を失った。大半の戦車はドネツ川を渡れず破壊・捕獲され、航空機の半数が失われ、何より攻勢を担った優秀な将官将校が多数戦死してしまった（南西方面軍司令官コステンコ中将、第6軍司令官ゴロドニャンスキー中将、第57軍司令官ポドラス中将、機動集団司令官ボブキン少将）　

### ソ連軍の敗因
スタフカも南西戦域軍司令部も稚拙な偵察と楽観視の結果、ドイツ軍の正確な戦力を見誤っていた。ソ連側はハリコフ地区のドイツ軍兵力を11個師団と1個装甲師団だと予測していたが実際のドイツ軍兵力は16個師団と2個装甲師団であり、ソ連側の予測をはるかに上回っていた。また各方面軍司令部の情報共有も行われず、南部方面軍司令部はボブキン機動集団の側面を脅かしていたドイツ第17軍の存在を南西方面軍司令部に伝えなかった。攻勢にむけた戦力移動も攻勢開始日時までに完了せず、作戦に参加する予定だった32個砲兵連隊のうち実際に参加したのは17個砲兵連隊だけであり、ソ連軍機動集団の中核だった第3親衛騎兵軍団は戦力の集結に作戦開始から3日かかった。様々な遅延と齟齬が戦場を混乱させ、ソ連軍の指揮系統を破綻させた。
双方がこの作戦に投入を予定していた戦力は、兵士数・戦車数・航空機数どれもそれ程差は無かった。だが、ドイツ側の巧妙な欺瞞策（隠語名「クレムリン」）により、ドイツ側の主攻撃の目標をモスクワ正面と誤認したこと、ブラウ作戦の準備で兵力を集中させている南部方面に無茶な攻撃を仕掛けたことが裏目となり、逆にウクライナの全域がドイツ側の手に入ってしまった。
ソ連軍の優位は、戦車戦力において、（前年と比して）軽戦車は減りKV-1重戦車・T-34中戦車の割合が増し、英国から供与されたマチルダII歩兵戦車・バレンタイン歩兵戦車、米国からのM3中戦車リーが加わり、戦車の質がドイツの上を行く点にあった。
対して、ドイツ軍の優位は、豊富な戦闘経験に裏打ちされた自動車化による歩兵の機動力・行き届いた連絡通信網により、単なる数量比較以上の戦闘力が出せる点にあった。
さらに重大な事は、まだソ連はドイツの戦車戦術を吸収し切っていなかったため、（前年の損害により機械化軍団は解体され、師団単位で編成するには数量不足であったとは言え）歩兵の中に旅団単位で配置した事にある。